# Mastrus autumnalis
Mastrus autumnalis là một loài tò vò trong họ Ichneumonidae.